# متحف نابل
متحف نابل هو متحف أثري تونسي يقع في مدينة نابل وتأسس في 1984. يهدف المتحف إلى جمع العديد من القطع الأثرية المكتشفة في جهة الوطن القبلي.

## المجموعات
أغلب القطع المعروضة في المتحف وجدت في موقع نيابوليس الأثري، ولكن يستقبل قطع أثرية أخرى وجدت في جهة الوطن القبلي. القطع التي ترجع إلى ما قبل الحقبة الرومانية تتنوع بين الخزف والتمائم ذات الطابع المصري المتأتية أساسا من كركوان، وكذلك تماثيل من الطين المشوي وجدت في معبد بوني جديد في تينيسوت. المجموعة الرومانية تتكون من العديد من اللوحات الفسيفسائية وجدت في موقع نيابوليس. في السنوات الأخيرة، أضيفت للمتحف ثلاثة لوحات فسيفسائية وجدت في قليبية، وكذلك قاعة جديدة مخصصة لحفريات مصنع لتمليح الأسماك.

## مقالات ذات صلة
- نيابوليس (تونس)

## روابط خارجية
- متحف نابل نسخة محفوظة 12 سبتمبر 2018 على موقع واي باك مشين. على موقع وكالة إحياء التراث والتنمية الثقافية.